# Valerio Scanu Live in Roma
Valerio Scanu Live in Roma es un álbum de edición limitada en CD y DVD del cantante italiano Valerio Scanu. Fue publicado el 11 de junio de 2013. El álbum es una grabación en directo de su concierto del 17 de diciembre de 2012 en el Auditorio Parco della Musica de la Sala Sinopoli de Roma. En este concierto cantó canciones de su repertorio y también covers, sobre todo en lengua inglesa, también duetando con sus huéspedes, Spagna y Silvia Olari. Todo el proyecto fue financiado y organizado por el mismo cantante, con su nueva discográfica, NatyLoveYou, creada por él mismo. De la distribución del producto fue cargada la Self Distribuzione, el mayor distribuidor italiano independiente en el campo discográfico.

El mismo día de la publicación del "Valerio Scanu Live in Roma", el cantante anuncia la fecha del próximo concierto de Navidad: el 15 de diciembre de 2013, en el Auditorio Parco della Musica de Roma, sala Sinopoli. Y en el mismo momento se abre la preventa.

## Contenido del CD

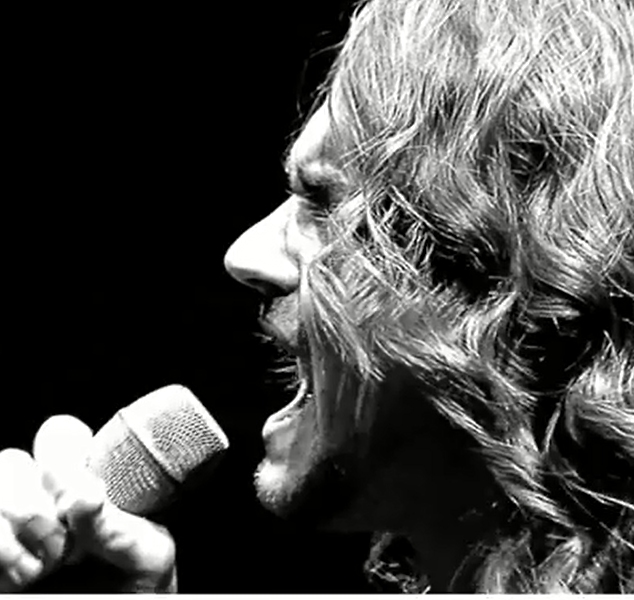
Valerio Scanu durante el concierto del 17 de diciembre de 2012 a Roma

| N° | Títulos                                                                     | Covers o canciones del repertorio de Valerio Scanu                                                             | Autores                                                       | Duración | duetos                 |
| -- | --------------------------------------------------------------------------- | --- | ------------------------------------------------------------- | -------- | ---------------------- |
| 1  | My heart will go on                                                         | Cover | James Horner, Will Jennings por Celine Dion                   | 7:16     |                        |
| 2  | One Moment In Time                                                          | Cover | Albert Hammond, John Bettis por Whitney Houston               | 4:53     |                        |
| 3  | I surrender                                                                 | Cover | Louis Biancaniello, Samuel Watters, por Celine Dion           | 5:22     |                        |
| 4  | Listen                                                                      | Cover | Henry Krieger, Scott Cutler, Beyoncé Knowles, Anne Preven     | 3:15     |                        |
| 5  | Sentimento                                                                  | Sentimento (álbum) de Valerio Scanu                                                                            | Alessandra Dini, Andrea Del Principe                          | 5:02     |                        |
| 6  | Ricordati di noi                                                            | Valerio Scanu (EP Valerio Scanu)                                                                               | Saverio Grandi, Bungaro                                       | 2,27     |                        |
| 7  | Domani / Esisti tu / Libero                                                 | Sentimento (álbum) de Valerio Scanu / Valerio Scanu (EP Valerio Scanu) / Parto da qui (álbum) de Valerio Scanu | Camba, Coro / Alan Sorrenti / Luca Mattioni, Mario Cianchi    | 4:57     |                        |
| 8  | Dicitencello vuje                                                           | cover | Rodolfo Falvo, Enzo Fusco                                     | 2:28     |                        |
| 9  | Someone like You / Total Eclipse of the Heart / Pride (In the Name of Love) | 3 covers | Adele Adkins, Dan Wilson / Jim Steinman por Bonnie Tyler / U2 | 7:26     |                        |
| 10 | All by myself                                                               | cover | Eric Carmen                                                   | 4:03     |                        |
| 11 | Il cerchio della vita                                                       | cover | Elton John                                                    | 6:58     | dueto con Spagna       |
| 12 | Silent night                                                                | cover | Jon Bon Jovi, líder de Bon Jovi                               | 4:00     |                        |
| 13 | Happy Xmas                                                                  | cover | John Lennon y Yoko Ono                                        | 4:36     |                        |
| 14 | Oh, Holy Night                                                              | cover | Adolphe Adam                                                  | 4:37     |                        |
| 15 | Santa Claus Is Coming to Town                                               | cover | Haven Gillespie, J. Fred Coots                                | 3:02     |                        |
| 16 | Oh happy day                                                                | cover | canto tradicional, grabado por Edwin Hawkins                  | 6.22     |                        |
| 17 | Beauty and the Beast (regalo con descarga digital)                          | cover | Howard Elliot Ashman                                          | 4.16     | Dueto con Silvia Olari |

## Contenido del DVD
| N° | Títulos                                                                     | Covers o canciones del repertorio de Valerio Scanu                               | Autores                                                                                               | Duración | duetos                 |
| -- | --------------------------------------------------------------------------- | -------------------------------------------------------------------------------- | --- | -------- | ---------------------- |
| 1  | My heart will go on                                                         | Cover                                                                            | James Horner, Will Jennings, por Celine Dion                                                          | 7:16     |                        |
| 2  | One Moment In Time                                                          | Cover                                                                            | Albert Hammond, John Bettis, por Whitney Houston                                                      | 4:53     |                        |
| 3  | Cambiare                                                                    | Cover                                                                            | Alex Baroni, Massimo Calabrese, Marco Rinalduzzi, Marco D'Angelo                                      | 4:13     |                        |
| 4  | Gli occhi negli occhi (“Giulietta e Romeo”)                                 | Cover                                                                            | Riccardo Cocciante                                                                                    | 2:23     |                        |
| 5  | I surrender                                                                 | Cover                                                                            | Louis Biancaniello, Samuel Watters por Celine Dion                                                    | 5:22     |                        |
| 6  | Listen                                                                      | Cover                                                                            | Henry Krieger, Scott Cutler, Beyoncé Knowles, Anne Preven                                             | 3:10     |                        |
| 7  | Sentimento                                                                  | Sentimento (álbum) de Valerio Scanu                                              | Alessandra Dini, Andrea Del Principe                                                                  | 5:02     |                        |
| 8  | Ricordati di noi                                                            | Valerio Scanu (EP Valerio Scanu)                                                 | Saverio Grandi, Bungaro :                                                                             | 2,27     |                        |
| 9  | Domani                                                                      | Sentimento (álbum) de Valerio Scanu                                              | Camba, Coro                                                                                           | 3:44     |                        |
| 10 | Per tutte le volte che                                                      | Per tutte le volte che (álbum) de Valerio Scanu                                  | Pierdavide Carone, por Valerio Scanu                                                                  | 3:53     |                        |
| 11 | Libera Mente / La mia coperta sul cuore / L'amore cambia                    | così diverso (álbum Valerio Scanu) / Parto da qui (álbum) / Parto da qui (álbum) | Federico Paciotti, Stefano Borzi / Luca Paolo Chiaravalli, Luca Paolo Chiaravalli / Alessandro Gaydou | 2:52     |                        |
| 12 | Amami                                                                       | così diverso (álbum Valerio Scanu)                                               | Federico Paciotti, Stefano Borzi                                                                      | 3:52     |                        |
| 13 | Someone like You / Total Eclipse of the Heart / Pride (In the Name of Love) | 3 covers                                                                         | Adele Adkins, Dan Wilson / Jim Steinman, por Bonnie Tyler / U2                                        | 4:45     |                        |
| 14 | All by myself                                                               | cover                                                                            | Eric Carmen                                                                                           | 4:03     |                        |
| 15 | Go the Distance                                                             | cover                                                                            | Alan Menken, David Zippel                                                                             | 3:14     |                        |
| 16 | Il cerchio della vita                                                       | cover                                                                            | Elton John                                                                                            | 6:58     | dueto con Spagna       |
| 17 | A whole new world                                                           | cover                                                                            | Alan Menken, Tim Rice                                                                                 | 4:15     | dueto con Spagna       |
| 18 | Beauty and the Beast                                                        | cover                                                                            | Alan Menken, Howard Hashman, por Celine Dion                                                          | 4:16     | dueto con Silvia Olari |
| 19 | Silent night                                                                | cover                                                                            | Jon Bon Jovi, líder de Bon Jovi                                                                       | 4:00     |                        |
| 20 | Happy Xmas                                                                  | cover                                                                            | John Lennon, Yoko Ono                                                                                 | 4:36     |                        |
| 21 | Oh, Holy Night ht                                                           | cover                                                                            | Adolphe Adam                                                                                          | 4:37     |                        |
| 22 | Santa Claus Is Coming to Town                                               | cover                                                                            | Haven Gillespie, J. Fred Coots                                                                        | 3:02     |                        |
| 23 | We Are the World                                                            | cover                                                                            | Michael Jackson, Lionel Richie                                                                        | 7:00     |                        |
| 24 | Oh happy day                                                                | cover                                                                            | canto tradicional, grabado por Edwim Hawkins                                                          | 6.22     |                        |

## Banda
Valerio Scanu fue acompañado por estos músicos: 
- Martino Onorato: piano y dirección musical
- Stefano Profazi: guitarras
- Roberto Lo Monaco: basso
- Alessandro Pizzonia: Batería y percusiones.

Coristas : Sara Corbò, Lucy Campeti y Daniele Grammaldo.